# Фермор
Фермор — шляхетський рід, що має європейське коріння, від якого походить низка родин російської та української шляхти часів Російської імперії.
В Англії існує династія Фермор, де це прізвище пишеться як «Fermor». Родовід йде з XV століття. В Росії відомий представник цього роду Віллім Фермор — по-англійськи «William». Німці пишуть це ім'я як «Вільгельм» (Wilhelm), деякі дослідники вважають походження В. Фермора німецьким. У нього було двоє дітей — Віллім Георг та Сара Елізабет.
1825 року графу Івану-Магнусу Стенбок, сину бригадира графа Понтус Стенбок та Сари-Елізабет Фермор російським імператорським указом було дозволено приєднати до свого прізвища та гербу герб і прізвище Фермор, та іменуватися спадково графом Стенбок-Фермор.
Представники цього роду мали великі земельні володіння на теренах сучасної України, зокрема в Херсонській губернії, де Володимир Стенбок-Фермор був предводителем дворянства та депутатом ІІ та ІІІ Державної думи, а Іван Стенбок-Фермор — депутатом ІІІ Державної думи.

## Опис герба
Герб роду Фермор представляє гербовою щит розділений двома перпендикулярами на чотири частини, в перетині яких розміщено малий щит: на блакитному полі три золоті оленячих голови — дві у верхній частині, одна в нижній. У головних діленнях гербового щита, в першому і четвертому, на золотому полі чорний двоголовий орел. Друге і третє ділення, свою чергу, розділені: на верхньому на червоному полі зображена золота геральдична фігура звана кроквою, а в нижньому зображена біла міська стіна. Щит вінчає графська корона з трьома дворянськими коронованими шоломами.
З корони середнього шолома виходять два прапора. На правому прапорі, в блакитному полі, білий коронований орел. На лівому прапорі в червоному полі скаче на білому коні лицар закутий у лати. З корон виходять руки в срібних латах, що тримають: права — чорний із золотими закінченнями жезл, а ліва — срібний із золотим ефесом меч. Намет середнього шолома червоний, золотий і чорний; правого червоний і золотий, лівого — срібний і чорний. Щитотримачами є два білих оленя.